# أريف (مجلة يومية)
أريف (Արեւ بالأرمنية) هي صحيفة يومية باللغة الأرمنية تصدر في مصر عن الحزب الديمقراطي الليبرالي الأرمني (ADL - حزب رامغافار).

## تاريخ
تأسست في عام 1915، ونُشر العدد الأول منها في 11 أيار 1915.
كما أصدرت الصحيفة حتى عام 2009 مجلة أريف الشهرية، وهي مجلة شهرية عربية تتناول المواضيع الأرمنية، وخاصة الأمور المتعلقة بالقضية الأرمنية والعلاقات العربية الأرمنية.

## الروابط
- أرشيف